# Минас-де-Корралес
Минас-де-Корралес (исп. Minas de Corrales) — город на севере Уругвая, в департаменте Ривера. 

## География
Расположен на берегу реки Корралес, примерно в 95 км к югу от административного центра департамента, города Ривера, на пересечении автомобильных дорог № 28 и № 29.

## История
В 1878 году компания Compañía Francesa de Minas de Oro del Uruguay начала в данной местности добычу золота, что и дало начало городу. В 1902 году была проведена железнодорожная ветка, которая действовала до 1916 года, когда добыча золота прекратилась. 13 декабря 1994 года Минас-де-Корралес получил статус малого города (Villa), согласно постановлению № 16.669.
В 1997 года добыча золота была возобновлена компанией Uruguay Mineral Exploration.

## Население
Население города по данным на 2011 год составляет 3788 человек.
| Год  | Население |
| ---- | --------- |
| 1963 | 2793      |
| 1975 | 1377      |
| 1985 | 2426      |
| 1996 | 2938      |
| 2004 | 3444      |
| 2011 | 3788      |

Источник: Instituto Nacional de Estadística de Uruguay